# Рожнов, Игнатий Афанасьевич
Игнатий Афанасьевич Рожнов (26 декабря 1893, Плавск — неизвестно) — советский государственный деятель, деятель органов юстиции. И. о. Председателя Верховного суда РСФСР в октябре 1938 — январе 1939 года.

## Биография
Родился в крестьянской семье. Русский.
В 1909—1917 годы работал переписчиком-счетоводовом Крапивенского уездного съезда.
В январе 1917 года призван на службу в российскую императорскую армию.
Демобилизован в феврале 1918 года. В то же время на 1-м съезде Советов Крапивенского уезда Тульской губернии был избран на должность судьи Крапивенского уезда. Работал судьей в Крапивне, Плавске и Богородицке.
С 1920 года — член ВКП(б).
С марта 1925 года распоряжением по НКЮ №21 от 04.03.1925 назначен членом Тульского губернского суда. 
В 1927 году окончил Тульскую вечернюю совпартшколу.
В 1930—1937 годы — член Московского областного суда и Московского городского суда. С 1936 года — член Президиума Мосгорсуда.
В 1930 году окончил общественно-экономический факультет Тульского вечернего рабочего университета, а три года спустя курсы вечернего института Красной профессуры и советского строительства.
С июня 1937 года — член Верховного суда РСФСР. С февраля по октябрь 1938 года — исполняющий обязанности заместителя председателя Верховного суда РСФСР.
С ноября 1938 года по январь 1939 года — исполняющий обязанности председателя Верховного суда РСФСР.
С февраля 1939 года выведен из состава членов Верховного суда РСФСР.
В годы Великой Отечественной войны с 25 января 1942 года находился на службе в Советской Армии. Являлся участником обороны города Москвы, участвовал в ликвидации Московской зоны обороны.
С 25 января 1942 года по 8 июля 1942 года — Председатель Постоянной сессии Военного Трибунала города Москвы по Сокольническому району.
С 8 июля 1942 года по 9 ноября 1943 года — член Военного трибунала Московского военного округа и Московской зоны обороны.
С 9 ноября 1943 — Член коллегии Военного трибунала Восточного фронта ПВО. В 1944—1945 годах заместитель председателя Военного трибунала Южного фронта ПВО.
На момент августа 1944 года, за годы ВОВ не было случаев отмены и изменения приговоров по делам, рассмотренным под его председательством.
В 1945—1946 годах — в Военном трибунале Казанского военного округа.
С 1946 года — член Военного трибунала Черноморского флота.
Уволен с воинской службы 19 августа 1954 года по болезни.

## Награды
- 1944 год — Медаль «За оборону Москвы»;
- 18 ноября 1944 года — Орден Красной Звезды;
- 9 мая 1945 года — Медаль «За победу над Германией»;
- 1948 год — Медаль «ХХХ лет Советской Армии и Флота»;
- 26 февраля 1953 года — Медаль «За боевые заслуги»[1][4].